# Hor Iry
Hor Iry was een koning die heerste tijdens de Proto-dynastieke Periode van het Oude Egypte. 

## Biografie
Hor Iry zou geregeerd hebben over de regio van Abydos en is begraven in graf B1-B2 te Umm el-Qaab, de begraafplaats van vele pre- en protohistorische koningen van Egypte.

## Naam van de koning
De naam van Hor Iry of Iry Hor is een combinatie van een valk (Code G5 in de Hiërogliefenlijst van Gardiner), met daaronder het teken van mond (Code D21). 
Over de naam van de koning is wat discussie geweest onder de geleerden:
- Flinders Petrie ontdekte het graf in Umm el-Qaab en las de hiërogliefen als "Ro", de toentertijd normale benaming voor het teken van 'mond'.[2] Deze benaming was moeilijk te bewijzen omdat het gaat om een archaïsch hiëroglyfisch teken. Ludig D. Morenz stelde een letterlijke vertaling voor: "Horus' Mond".[3]
- Werner Kaiser en Günter Dreyer vertaalden de naam als: "Kameraad van Horus".[4]
- Toby Wilkinson constateerde dat Hor-Iry een koning was en vertaalde zijn naam als: "Bezit van de koning". Deze hypothese wordt echter door de meeste Egyptologen afgewezen, na de ontdekking van een inscriptie in de Sinaï in 2012 en opgravingen in Abydos.[5]
- Jürgen von Beckerath en Peter Kaplony keuren de stelling af dat Hor Iry een koning is. Zij zijn van mening dat het om een stamhoofd gaat en lezen zijn naam als wr-r3 of Oerra, letterlijk vertaald: "Grote mond". Ze identificeren de vogel niet als een valk maar als een zwaluw (Code G36).[6] Deze hypothese wordt echter ontkracht door het feit dat zijn graf dezelfde afmetingen heeft als die van koningen Narmer en Hor Ka.

## Twijfels over zijn bestaan
Sommige egyptologen twijfelen aan het bestaan van deze koning, omdat zijn naam, in tegenstelling tot de namen van zijn opvolgers, maar één keer elders is gevonden. Anderen nemen, op grond van de grootte en de ligging van zijn graf te midden van andere graven van pre- en protohistorische koningen en koningen van de 1e dynastie, aan dat hij de voorganger was van Hor Ka.

## Afbeeldingen

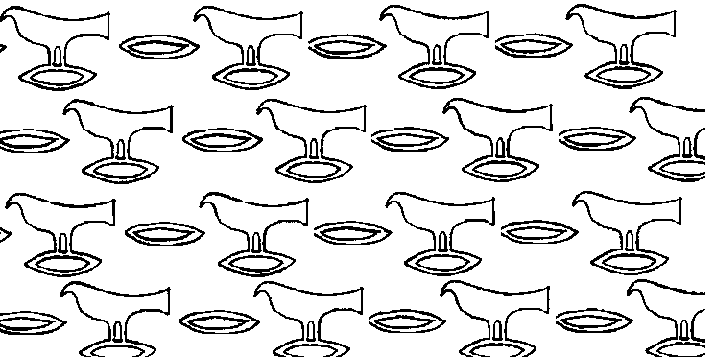
Afdruk van een kleien zegel.
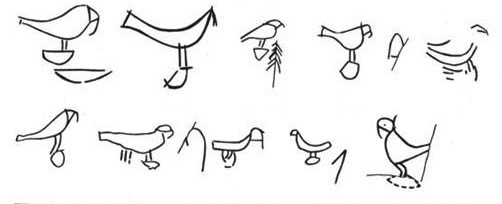
Tekens van Hor Iry of Ir-Hor
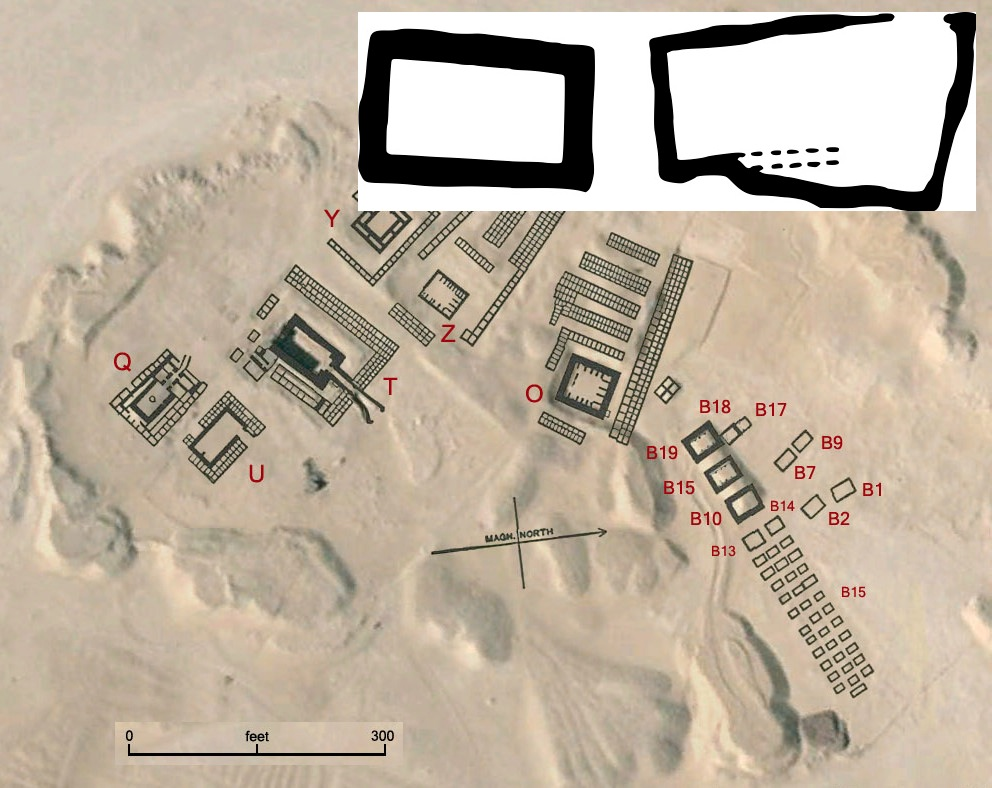
Graf van Hor Iry